# روان مور
روان مور (بالإنجليزية: Rowan Moore)‏ هو صحفي بريطاني، ولد في القرن العشرين.